# 拉达纳蒙多县
拉达纳蒙多县是柬埔寨马德望省下辖的一个县。
据1998年人口普查，此县共有23,919人。